# Садовников, Анатолий Александрович
Анатолий Александрович Садовников (род. 1 июля 1933 года, село Колычево, Судогодский район, Владимирская область) — кузнец-штамповщик Владимирского тракторного завода имени А. А. Жданова Министерства тракторного и сельскохозяйственного машиностроения СССР. Герой Социалистического Труда (1971).

## Биография
Родился в 1933 году в крестьянской семье в селе Колычево Судогодского района. С 1947 года трудился разнорабочим в совхозе «Пионер». В 1951 году окончил ремесленное училище № 7 во Владимире, после которого работал кузнецом-штамповщиком в кузнечном цехе Владимирского тракторного завода. Позднее проходил срочную службу в Советской Армии.
После армии возвратился на завод и продолжил трудиться кузнецом-штамповщиком. Был назначен бригадиром штамповщиком.
Досрочно выполнил личные социалистические обязательства и плановые производственные задания Восьмой пятилетки (1965—1970). Указом Президиума Верховного Совета СССР (неопубликованным) от 5 апреля 1971 года «за особые заслуги в выполнении заданий пятилетнего плана по развитию тракторного и сельскохозяйственного машиностроения и достижение высоких производственных показателей» удостоена звания Героя Социалистического Труда с вручением ордена Ленина и золотой медали Серп и Молот.
С 1984 по 2003 года — наладчик кузнечно-прессового оборудования на Владимирском тракторном заводе. Проработал на заводе до выхода на пенсию в 2003 году.
Проживает во Владимире.
Награды
- Герой Социалистического Труда
- Орден Ленина
- Орден Трудового Красного Знамени (05.08.1966)